# I. e. 447
Évszázadok: i. e. 6. század – i. e. 5. század – i. e. 4. század
Évtizedek: i. e. 490-es évek – i. e. 480-as évek – i. e. 470-es évek – i. e. 460-as évek – i. e. 450-es évek – i. e. 440-es évek – i. e. 430-as évek – i. e. 420-as évek – i. e. 410-es évek – i. e. 400-as évek – i. e. 390-es évek
Évek: i. e. 452 – i. e. 451 – i. e. 450 – i. e. 449 –  i. e. 448 – i. e. 447 – i. e. 446 – i. e. 445 – i. e. 444 – i. e. 443 – i. e. 442

## Események
- Római consulok: M. Geganius Macerinus és C. Iulius (Iullus?)
- Ettől az évtől Rómában évente 4-4 quaestort választanak
- Lejár az első peloponnészoszi háborúban kötött ötéves fegyverszünet Athén és Spárta között.
- A boiótok fellázadnak az athéni uralom ellen, és több várost uralmuk alá vonnak (pl. Khairóneia, Orkhomenosz). Tolmidész elhamarkodott támadást indít a leverésükre, és bár Khairóneiát vissza tudja foglalni, a koróneiai csatában hadait szétverik, ő maga pedig elesik. Athén a foglyok kiadásáért cserébe kivonul a tartományból, mire Phókisz és Opuszi Lokrisz is elszakad tőle.
- Thébai vezetése alatt megalakul a Boiót Szövetség.